# 이와이즈미선

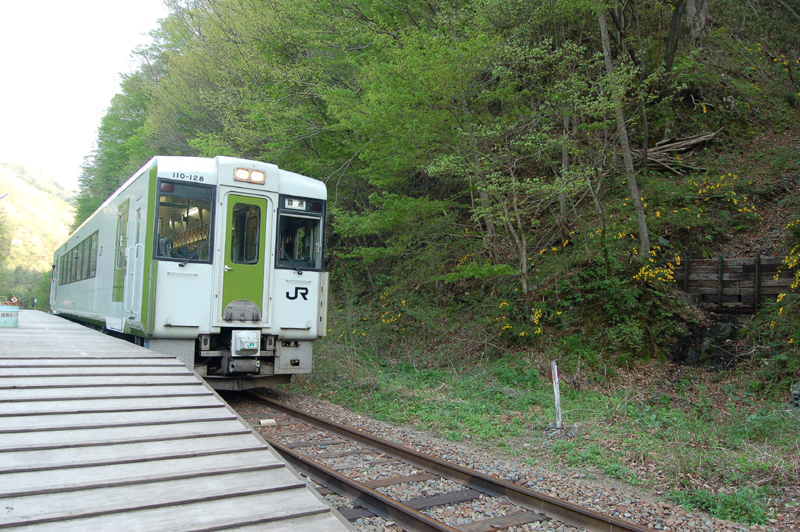

이와이즈미선(일본어: 岩泉線)은 일본 이와테현 미야코시에 있는 모이치역과 시모헤이군 이와이즈미정에 있는 이와이즈미역을 잇는 동일본 여객철도의 철도 노선(지방 교통선)이었으나, 2014년 4월 1일에 폐지되었다.

## 연혁
이 노선은 제2차 세계대전 중의 물자 공출로 다른 노선들이 영업 중지되는 가운데 착공된 특이한 경력을 가진 노선이다. 이는 해당 지역이 전쟁에 필수적인 철의 생산에 필요한 내화 벽돌의 원료인 내화점토의 산지였기 때문이다.
이 노선은 원래는 이와이즈미 정 동부에 있는 오모토역까지 건설될 예정이었기에 처음에는 오모토선(小本線)이라는 이름으로 건설 · 개통되었으나, 2차 세계대전 이후 내화점토 광산의 폐쇄, 국철합리화 등으로 인하여 이와이즈미-오모토 구간의 건설은 취소되고 1972년에 이와이즈미 선으로 정식 개칭되었다.
특정지방교통선으로 폐지승인이 났으나, 이웃한 도로(국도 340호선)가 좁고 지형이 험하다는 이유로 폐지가 보류되고 존속했다. 그러나 1975년을 정점으로 수송량은 지속적으로 감소하는 경향이었고 결국 JR동일본 제일의 적자노선이 되었다. 험한 산악 지대를 지나 자연 재해로 인한 운행 중지가 여러 번 있었으며 최종적으로 2010년의 토사 유출로 운행이 중지되었다가 복구에 드는 비용이 과다하다는 이유로 폐지되었다.
- 1941년 3월 : 모이치-아사나이 구간 착공[2]
- 1942년 6월 25일 : 모이치-이와테와이나이 구간 개통
- 1944년 7월 20일 : 이와테와이나이-오시카도 구간 개통. 단 화물영업만 하였다.
- 1947년 11월 25일 : 오시카도-우쓰노 구간 개통. 1944년 개통 구간의 여객영업 개시.
- 1948년 11월 26일 : 태풍으로 운행중지(1949년 3월 5일에 운행재개)
- 1957년 5월 16일 : 우쓰노-아사나이 구간 개통. 우쓰노 역 폐지.
- 1966년 10월 1일 : 나가사토 역 개업
- 1972년 2월 6일 : 아사나이-이와이즈미 구간 개통. 단 여객영업만 하였다.
- 1982년 11월 15일 : 전 구간 화물영업 폐지
- 1982년 11월 22일 : 특정지방교통선 2차 폐지대상으로 신청
- 1984년 6월 22일 : 폐지승인 보류
- 1985년 8월 2일 : 대체도로가 정비되어 있지 않음을 이유로 폐지대상에서 제외됨
- 1986년 3월 3일 : 이와테와이나이, 아사나이 역이 무인화됨에 따라 전 구간이 단일폐색구간이 됨
- 2008년 7월 24일 : 지진으로 운행중지(그 다음날 운행재개)
- 2010년 7월 31일 : 토사 유출로 인한 탈선 사고로 운행중지(8월 2일부터 대행 버스 운행개시)
- 2011년 3월 11일 : 도호쿠 대지진으로 대행 버스 운행중지(3월 20일 운행재개)
- 2012년 3월 30일 : JR동일본이 이와이즈미 선에 대한 폐지 방침을 발표
- 2013년 9월 5일 : JR동일본이 관련 지자체에 정식으로 폐지를 알림
- 2013년 11월 7일 : JR동일본과 관련 지자체가 노선 폐지에 합의함
- 2014년 4월 1일 : 폐지

## 노선 정보
모두 폐지 당시 기준이다.
- 관할 (사업 종별) : 동일본 여객철도 (제1종 철도사업자)
- 구간 (영업 거리) : 모이치 역 - 이와이즈미역 38.4 km
- 궤간 : 1067 mm
- 역 수 : 9 (기종점역 포함)
  - 이와이즈미 선 소속 역으로 한정하면 기점인 모이치 역(야마다 선 소속)이 제외되어, 8역이 된다.
- 복선 구간 : 없음 (전 구간 단선)
- 전철화 구간 : 없음 (전 구간 비 전철화)
- 폐색 방식 : 스탑(지도표/지도권) 폐색식
  - 교행 가능역 : 이와테와이나이, 아사나이 역이 교행 가능한 역이었으나, 1986년의 무인화로 운전 취급을 중지, 교행 가능한 도중역이 없어졌고 두 역의 교행 설비는 추후 철거되었다.
- 최고 속도 : 85 km/h
- 운전 지령소 : 모리오카 종합 지령실

전 구간이 동일본 여객철도 모리오카 지사의 관할이다.

## 역 목록
- 전 구간 이와테현에 소재.

| 역명           | 일어 역명  | 역간 거리 | 영업 거리 | 접속 노선                                          | 소재지     | 소재지       |
| -------------- | ---------- | --------- | --------- | -------------------------------------------------- | ---------- | ------------ |
| 모이치         | 茂市       | -         | 0.0       | 동일본 여객철도 야마다 선 (미야코역까지 직통 있음) | 미야코시   |              |
| 이와테카리야   | 岩手刈屋   | 4.3       | 4.3       |                                                    | 미야코시   |              |
| 나카사토       | 中里       | 2.9       | 7.2       |                                                    | 미야코시   |              |
| 이와테와이나이 | 岩手和井内 | 2.8       | 10.0      |                                                    | 미야코시   |              |
| 오시카도       | 押角       | 5.8       | 15.8      |                                                    | 미야코시   |              |
| 우쓰노         | 宇津野     | 4.5       | 20.3      |                                                    | 시모헤이군 | 이와이즈미정 |
| 이와테오카와   | 岩手大川   | 5.0       | 25.3      |                                                    | 시모헤이군 | 이와이즈미정 |
| 아사나이       | 浅内       | 5.7       | 31.0      |                                                    | 시모헤이군 | 이와이즈미정 |
| 니쇼이시       | 二升石     | 2.8       | 33.8      |                                                    | 시모헤이군 | 이와이즈미정 |
| 이와이즈미     | 岩泉       | 4.6       | 38.4      |                                                    | 시모헤이군 | 이와이즈미정 |